# 艾因迪亚卜赛道

艾因迪亚卜公路赛道

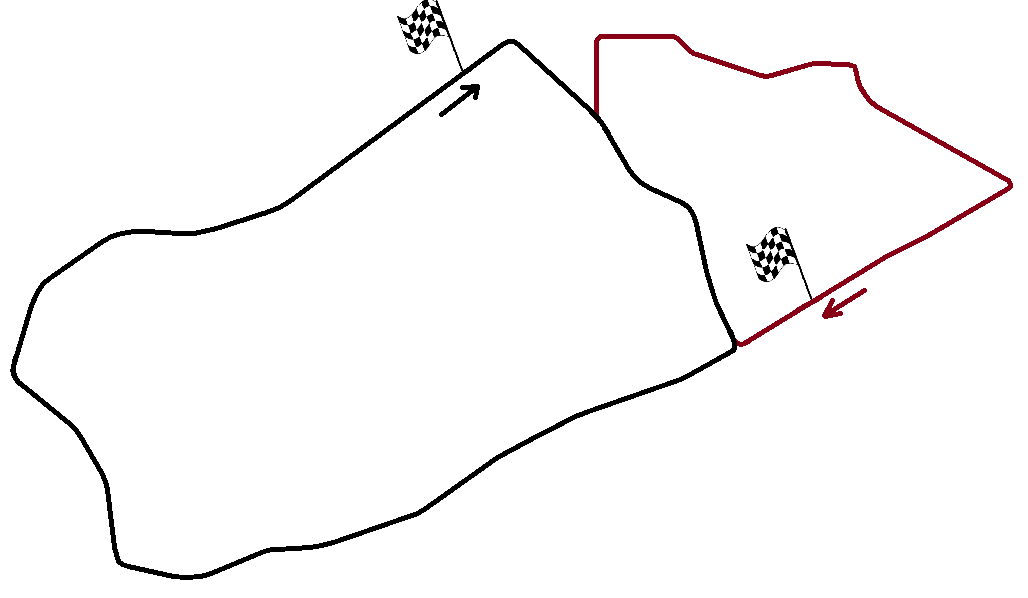
安法赛道和艾因迪亚卜赛道的布局

艾因迪亚卜赛道是1957年建成的一条位于摩洛哥艾因迪亚卜的西南部的一级方程式公路赛道。赛道使用现有的海岸公路以及从卡萨布兰卡到艾宰穆尔的主要公路。在1957年之前，首先是安法赛道作为摩洛哥大奖赛的赛道，后来又移到了阿加迪尔。
这条7.618千米长的赛道是由摩洛哥皇家汽车俱乐部设计的，并得到了穆罕默德五世的祝福。赛道的建设只用了六周。这里举办了1957年的一场F1比赛，但只是一场非锦标赛赛事。1958年10月19日赛道举办了1958年一级方程式赛季的最后一场比赛，1958年摩洛哥大奖赛。比赛的胜者是范沃尔车队的斯特林·莫斯，用时2小时9分15.1秒完成了53圈的比赛。
比赛中发生了一场严重的事故，斯图尔特·刘易斯-埃文斯的赛车打滑并撞毁，他遭到严重烧伤，六天后死于英格兰的一家医院。